# Geary, Skottland
Geary är en by i Highland i Skottland. Byn är belägen 14 km 
från Dunvegan. Orten har 236 invånare (2011).